# Каноника д'Ада
Кано̀ника д'А̀да (на италиански: Canonica d'Adda; на ломбардски: Calonega, Калонега) е малко градче и община в Северна Италия, провинция Бергамо, регион Ломбардия. Разположено е на 142 m надморска височина. Населението на общината е 4472 души (към 2017 г.).